# 노태우 정부
노태우 정부(盧泰愚 政府, 1988년 ~ 1993년)는 1987년 6월 민주 항쟁의 결과로 성립된 제6공화국의 첫 번째 정부로, '노태우 정부'라는 말은 잘 쓰지 않고, 별칭인 '6공'으로 흔히 부른다. 여기서 부르는 '6공'이란 제5공화국과 비교하기 위해 이 기간만을 칭하는 것이다. 노태우 정부는 1980년대에서 1990년대로 넘어가는 과도기를 대표하는 정권이며, 국내에서는 군사정권에서부터 민주정부로의 정치세력 교체와 세계적으로는 냉전 종식과 소련의 해체 등 여러 역사적 변화와 시대상이 뚜렷히 반영되었던 시대로 평가되고 있다.
민정당 총재 시절 노태우는 6월 민주 항쟁으로 계속된 국민들의 민주화 요구를 수용하여 시국수습방안을 발표, 5년 단임의 대통령 직선제를 골자로 하는 헌법이 마련되었다. 소련, 중국 등 공산주의 국가들과 외교 관계를 수립하는, 이른바 북방 정책을 추진하여 큰 성과를 올렸다. 또한 1991년 유엔에 대한민국과 조선민주주의인민공화국이 함께 가입하였으며, 남북 고위급 회담이 열리고, 문화·체육의 교류가 이루어지는 등 적극적인 대북 외교를 펼쳤다. 한편, 민간 차원에서도 적극적인 통일 노력이 전개되어 평화 통일을 위한 논의가 활성화되었다.
그러나 노태우는 5공 성립에 크게 관여한 인물이었고, 다른 한편으로는 부분적인 독재 정치를 펼쳐 반감을 사기도 했다.

## 성립
1981년에 출범한 제5공화국은 교복 자율화, 해외여행 자율화 및 야간통행금지 해제 등의 유화조치를 취했으며, 스포츠 산업을 활성화시켜 서울 아시안 게임 및 서울 올림픽 유치에 성공한다. 또한 무역흑자 재달성을 통해 혼란스러웠던 경제를 안정시키기도 했다. 그러나 다른 한편으로는 가혹한 통치를 했고, 야당 탄압을 통해 사실상 일당 독재 체제를 구축하였다. 여기에 박종철, 이한열 등과 같은 민주화 운동가들이 고문치사하는 사건이 터지자 국민들의 불만은 커졌다.
전두환 정부는 1987년 4·13 호헌 조치를 통해 '현재의 헌법을 통해 권력을 이양하겠다'는 입장을 취했다. 결국 6월 민주 항쟁으로 이어졌고, 국민들의 불만이 극도로 커지자 결국 전두환은 노태우 민정당 총재를 통해 시국수습방안을 발표하게 했다. 이를 통해 5년 단임의 임기를 기초로 하는 대통령제를 마련하였다.
한편 민정당 대통령 후보로 나선 노태우는 유세 중 계란, 돌 따위를 맞고 유세 중단까지 선언하는 등 불상사가 잇따랐다. 이에 반해 야권인 통일민주당의 김영삼 후보는 여론조사에서 지지율이 40%를 넘는 등 초반에는 승리가 유력시될 듯 했다. 그러나 김대중과의 후보 단일화에 실패하며 실망만 안겨주었고, 선거를 얼마 앞두고 중대한 사고들이 잇따라 터지면서 노태우에게 표가 유리하게 돌아갔다. 마침내 이 선거에서 노태우는 김영삼을 누르고 당선되었다. 1988년 2월 25일 노태우는 정식으로 취임식을 갖고 업무를 시작하여, 마침내 노태우 정부와 제6공화국이 시작되었다.

## 정치

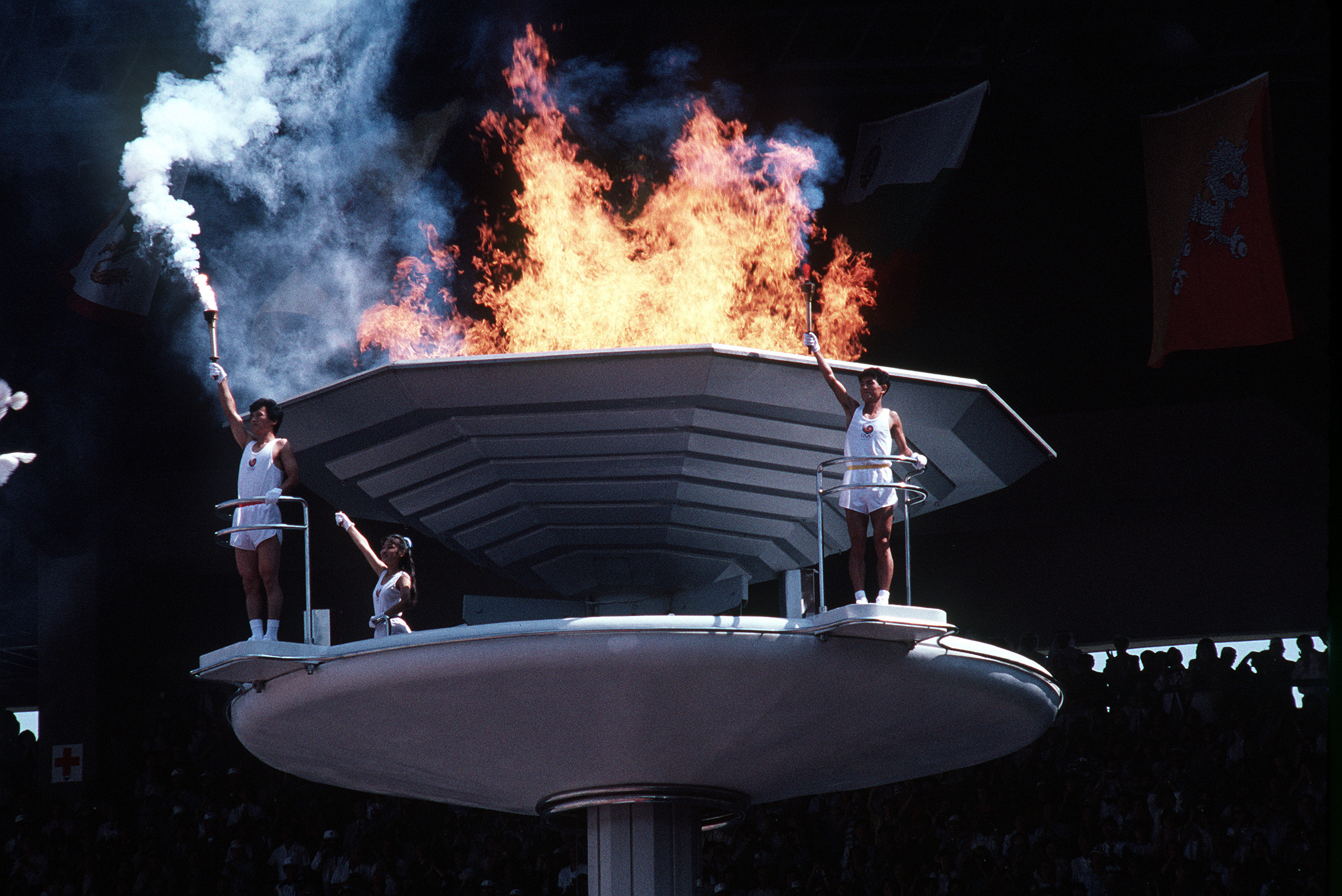
1988년 하계 올림픽 개막식 당시 성화 점화 모습

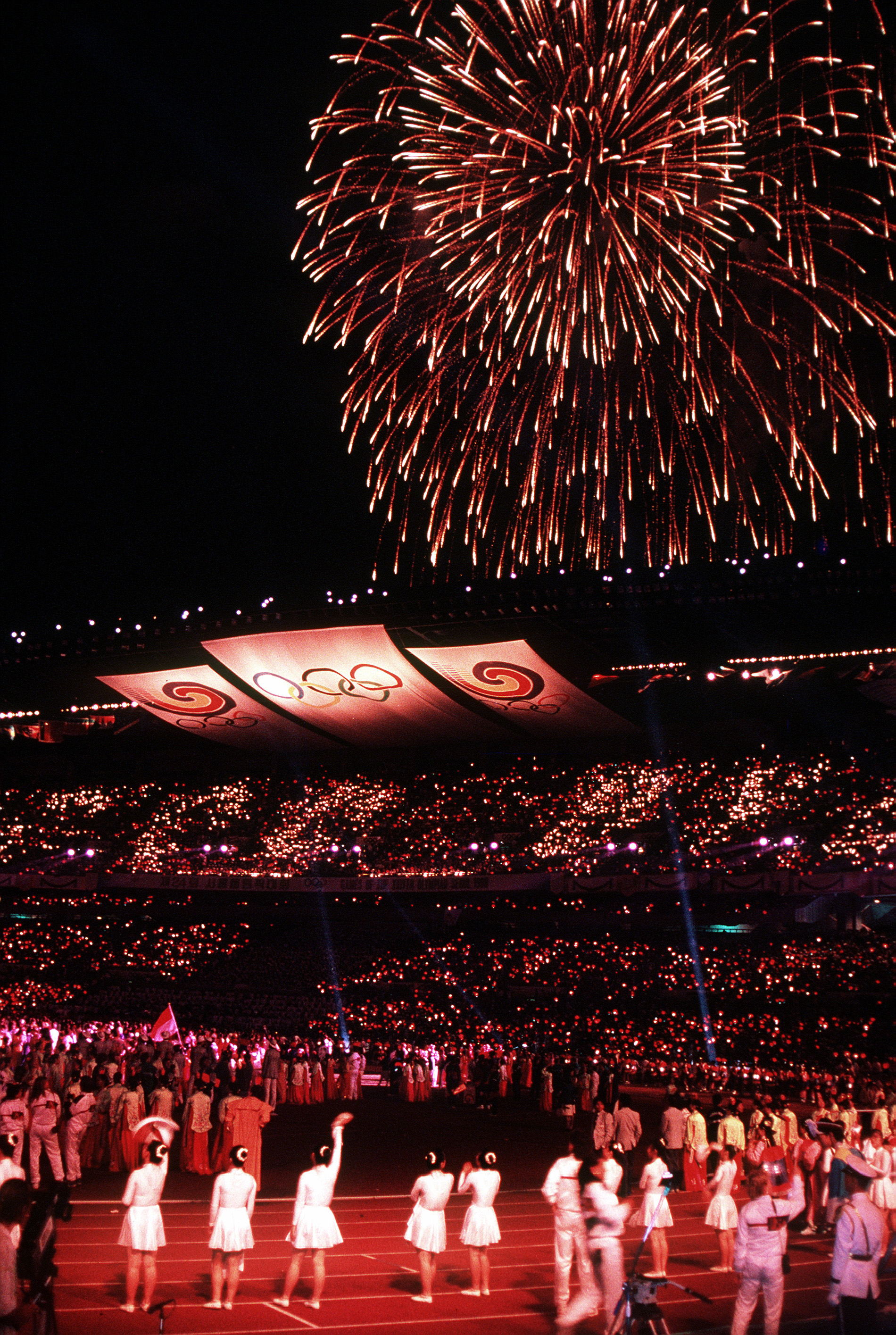
1988년 하계 올림픽 폐막식 때 있었던 불꽃놀이

1988년 2월 25일에 대통령으로 취임한 노태우는 제6공화국의 대통령에 취임하여 "중용(中庸)을 근간으로 화합과 화해의 정치를 실천하고 이를 바탕으로 계층간ㆍ지역간의 반목을 해소하면서 새시대를 민주 발전과 민족 자본의 시대로 만들겠다"는 정치 이념을 피력하였다. 그는 연설문 등의 초안을 검토 후 내용을 암기하여 그대로 자연스럽게 발표하였다.
민정당 총재로 있을 때 노태우는 6월 민주 항쟁으로 계속된 국민들의 민주화 요구를 수용하여 민정당의 대통령 후보로 있을 때 6·29 선언을 발표하였다. 이를 계기로 5년 단임의 대통령 직선제를 골자로 하는 헌법이 마련되었다. 1987년 7월 10일 전두환이 민정당 총재에서 사퇴하자 그의 후임으로 민정당의 제2대 총재로 취임하였다. 1987년 12월 노태우 민정당 대통령 후보는 새 헌법에 따라 치러진 제13대 대통령 선거에서 승리하였다. 원활한 여야 관계를 정립하기 위해 5월 28일 청와대에서 야권 3당 총재와 4자 회담을 열어 구속자 석방 등의 방침을 밝혔다. 대북관계를 포함하여 대외관계 개선에도 많은 노력을 기울였다.
노태우의 대통령직 취임 직후 5공 청산을 원하는 여론이 제기되었다. 하지만 노태우는 오랜 기간 동안 함께해 왔던 전두환의 처벌을 주저했고, 전두환은 국가원로자문회의 의장직을 사퇴하고 백담사로 은둔하였다. 전두환의 백담사 은둔 기간 중에도 시민사회단체는 전두환 구속, 12.12, 5.18 관련 처벌을 꾸준히 요청했으나, 노태우는 전두환 처벌론을 받아들이지 않았다.

### 과거와의 단절 노력
초기에 6공 황태자라는 별명을 얻은 박철언 등을 차기 대통령 후계자로 지명하였으나 3당 합당으로 들어온 김영삼 등의 반발과, 차기 대권을 보장하지 않을 때 정권퇴진도 불사하겠다는 구 민주계(김영삼 계열)의 저항에 굴복하여 차기 대권 후보자직과 총재직을 김영삼에게 양도하기도 하였다. 이를 두고 보수 세력으로부터 쉽게 허락하였다, 물렁하다며 비난받는 계기를 제공하였다.
그는 5공 청산의 기치를 내걸고 5공 인사들을 대부분 정리, 자진 퇴임을 유도하였으나 5.18 관련자 처벌에는 미온적이었다. 이에 따라 야당과 운동권에서는 제5.5공화국이라며 반발했다. 한편 그는 6.29 선언으로 5공화국의 잔재를 털어버리고자 하는 의지를 천명 했고 장기집권의 종식을 정치적 최대 목표 로 지명했다. 또한 5공 청산론을 내세워 청와대에 있던 군 출신 인사들을 대거 해임하고, 민간인 출신 전문가들과 대학 교수 출신 인사들을 기용했다. 이에 신군부 출신들은 집단 반발했으나 그는 들어주지 않았고, 신군부 출신들은 노재봉이나 정호용, 장세동 대신 노태우를 지지한 점을 언급하며 반발하였으나 노태우는 이들의 주장을 묵살했다. 이후 일부 신군부 인사들과는 척을 지게 된다. 또한 노태우는 인적 쇄신을 목적으로 김종인 등 각 분야의 민간 전문가들을 영입하는 한편, 박정희, 전두환 정권 치하에 저항하여 대쪽 판사로 이름났던 법관 이회창을 영입하여 정계로 발탁하였다.
전두환은 차별성을 부각시키기 위해 헌법에서 소위 "5·16 혁명정신"에 관련된 사항을 삭제하였으며 통일주체국민회의를 폐지하고 하나회 계열에 부정적인 공화당 실세들을 권력형 비리 혐의와 연관하여 제거하였고, 박정희의 시대를 부정과 부패, 비리의 시대로 규정하고, 자신들은 정의사회 구현을 추구한다고 선언하였다. 취임 직후 그는 박정희 대통령에 대한 추모 행사에 대한 간섭, 감시요원 배치를 없애기도 했다. 그러나 대한민국의 법통을 대한민국 임시정부에서 찾아야 한다는 김준엽의 제안은 거부하였다.
취임 직후부터 그는 공산권이 붕괴되리라 보고 소련과 중국 등과의 관계회복을 위해 외교 담당자들을 초빙하여 연구를 지시하게 했다. 1988년 7월 7일 남북동포 교류 추진 등 대북정책 6개항을 골자로 한 '7·7선언'을 직접 작성, 발표하였으며 8월 8일에는 대국민 담화를 통해 '중공'으로 불리던 중화인민공화국을 '중국'으로 호칭하기로 발표하였다. 이를 두고 일부 보수 세력의 강한 반발을 샀으나, 사실상 이때부터 대한민국의 문헌 자료에서는 중공보다 중국이 널리 쓰이게 되었다.

### 언론 자유화

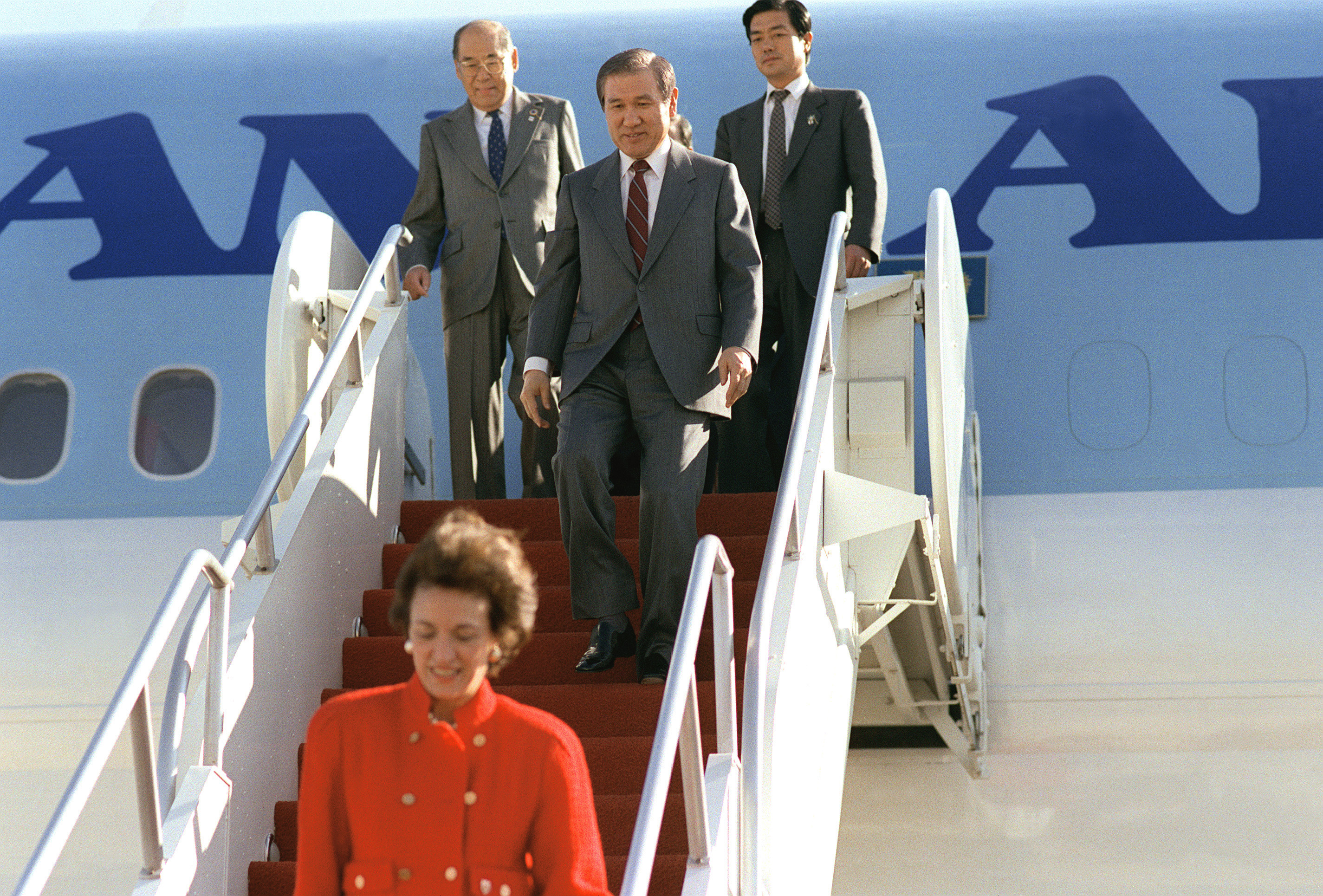
1988년 8월 21일 미국 순방후 귀국 장면

1988년 1월 1일의 신년사에서 그는 '정치인에 대한 풍자의 자유를 적극 허용한다'고 밝혔다. 이에 따라 제5공화국 시절 은근히 유행하던 정치인들에 대한 풍자가 본격적으로 재개되었다.
취임 첫 해인 1988년에 여당인 민정당이 과반수 의석 확보에 실패하였다. 이에 여소야대 정국을 타개하기 위하여 그는 일부 보수 세력의 반발에도 불구하고 1990년 통일민주당, 신민주공화당과의 3당 합당을 추진해 1990년 3월 신한국당의 전신인 민주자유당을 창당, 초대 총재에 추대되었다.
노태우는 언론 자유화를 추진했다. 이에 따른 결과로는 미국 프리덤하우스가 1990년에 '언론 자유국'이라는 지위를 부여한 것이 있다.
또한 재야 인사들에 대한 복권과 해금을 대대적으로 단행하였다. 1988년에는 서울올림픽 평화대회추진위원장으로 함석헌을 위촉하여 서울평화선언을 채택케 했고, 1991년에는 장준하 등을 복권시키고 그해 8월 15일 건국훈장을 추서했다. 또한 윤보선 대통령과 함석헌 등을 국가 원로로 예우하였다. 그러나 잇단 조치들로 보수 세력과 군 출신 인사들의 반감과 반발을 초래하기도 했다.

### 전교조 불법화 정책
1989년 5월 22일 전교조는 연세대학교에서 창립 대회를 열었다. 이 때 학교는 이미 전경들에 의해 봉쇄되어 있었으며 창립식 직후 폭력적인 진압으로 많은 교사들과 참가자들이 다치고 경찰에 의해 연행되었다. 5월 22일 저녁 노태우 대통령은 대국민 담화를 통해 교사 노조는 불법행위로 규정하고 해산 및 단속을 천명하였다. 이어 문교부 장관 정원식 역시 전교조를 불법 단체로 규정하고, 인사들에 대한 구속과 파면, 해임 등 불이익 조치를 취하여 논란이 되었다. 이후 전교조 가입 인사 및 동조자들에 대한 탄압 정책을 계속하였다.
우선 전교조 불법화 선언과 함께 전교조에 결성에 참여한 오종렬 외 1,500명의 교사들을 파면, 해임시켰으며, 학생 운동권들은 이에 반발하여 학원민주화를 요구하며 시위를 했다. 처음에는 노태우와 정원식의 마네킹을 화형하는 수준이었던 학생운동권들의 시위는 점차 분신자살로 이어졌다. 한편 정원식 장관은 수업을 거부한 세종대학교 학생들을 모조리 징계, 유급조치, 퇴학 등을 지시했다. 그 뒤 노태우는 정원식 등과 협의하여 특별 지시를 내려 조치를 완화, 세종대학교 학생들을 모두 복교시켰지만 유급과 징계, 정학을 가한다. 1,500명의 전교조 관련 교사 해임과 파면, 징계에 대한 반발과 증오, 강경대의 경찰 폭행치사 사건 이후 연이어 터진 김귀정(金貴井)의 시위대 압살 사망 사건이 발생하면서 반정부 시위는 격화되었고, 노태우는 전교조는 불법 단체라는 뜻을 굽히지 않았다.
노태우는 재임 기간 내내 전교조는 불법단체로 규정하였다. 이때 해직된 전교조 교사들은 1993년 10월 28일 김영삼 대통령의 집권 1년차이던 이 날까지 전교조 복직 신청을 받아서 95%가 복직되었다. 1,490명 중 1,424명이 복직을 신청하고, 66명이 복직 신청을 거부하였다.

### 3당 합당
1990년 여소야대 정국을 타개하기 위하여 3당 합당을 통해 민주자유당을 창당했다. 6공 황태자 라는 별명을 얻은 박철언을 차기 대통령 후계자로 지명했으나 3당 합당으로 들어온 김영삼 등의 반발과, 차기 대권을 보장하지 않을 때 정권퇴진도 불사하겠다는 구 민주계(김영삼 계열)의 저항에 굴복하여 차기 대권 후보자직과 총재직을 김영삼에게 양도했다. 이를 두고 군사정권 후신 세력으로부터 "쉽게 허락하였다, 물렁하다"며 비난받는 계기를 제공했다.

### 범죄와의 전쟁 선언
한편 집권 직후부터 각종 살인 범죄와 강간 등의 범죄 사건이 발생하자 그는 1990년 10월 13일 민생치안 확립을 위한 특별선언인 10.13 특별 선언을 발표한다. 이는 '범죄와의 전쟁'이라는 별칭으로도 알려졌다.
각종 깡패와 폭력조직의 활보와 야당 경선 내에도 깡패조직인 용팔이 등이 출몰하자 그는 1990년초부터 특별선언을 준비하여 발표한다. 내용의 골자는 '첫째, 국가의 공동체를 파괴하는 범죄와 폭력에 대한 전쟁을 선포하고 헌법이 부여한 대통령의 모든 권한을 동원해서 이를 소탕해나갈 것, 둘째, 민주사회의 기틀을 위협하는 불법과 무질서를 추방할 것, 셋째, 과소비와 투기, 퇴폐와 향락을 바로잡아 '일하는 사회', '건강한 사회'를 만들어나갈 것' 등 이었다.
10월 14일 노태우는 각부 장관들을 소집하여 10.13 특별 선언의 후속 조치로 사회 질서 확립을 위해 자정 이후 심야영업 단속과 통제, 유흥업소 단속, 교통질서 위반 집중 단속, 공중질서 위반 집중 단속, 학교 주변 청소년보호구역 확대, 불량 비위생 식품 단속, 가정파괴범, 유괴 납치범, 좌익사범 등 흉악범을 비롯한 각종 반사회성 범죄조직에 대한 소탕 등 종합대책을 수립했다. 또한 그는 보복성 범죄를 특정범죄가중처벌 대상에 추가하고 각종 형사관계법을 개정해 마약, 폭력조직, 인신매매, 가정파괴범에 대한 처벌을 강화했다. 그러나 이를 두고 학생운동권들은 공안당국을 만들기 위한 수단이라며 강하게 반대하였다. 범죄와의 전쟁 선언 후 2년 뒤인 1992년 초 각종 극성 범죄율은 약 5% 정도 감소한 것으로 확인되었다.

### 학생 운동권들의 시위
1988년부터 노태우와 당시 문교부 장관 정원식은 전교조를 불법단체로 규정하고 단속정책을 추진하였다. 이에 학생운동권들의 반발은 계속되었다. 전국교직원노동조합(전교조) 불법화 선언과 함께 전교조에 결성에 참여한 오종렬외 1500명의 교사들을 파면, 해임시켰으며, 이에 반발하여 학원민주화를 요구하며 수업을 거부한 세종대학교 학생들을 모조리 징계, 유급조치, 퇴학 등을 가했다. 그 뒤 조치를 완화시켜 세종대학교 학생들을 모두 복교시켰지만 유급과 징계, 정학을 가한다. 1500명의 전교조 관련 교사 해임과 파면, 징계에 대한 반발과 증오, 강경대의 경찰 폭행치사 사건 이후 연이어 터진 김귀정(金貴井)의 시위대 압살 사망 사건으로 학생운동가들은 정원식 퇴진 데모와 반 정원식 시위, 정원식의 허수아비와 마네킹을 놓고 정원식 화형식 등을 집행하기도 했다. 그 뒤 정원식은 한국외국어대학 등에서 교편을 잡다가 1991년 덕망높은 교육자의 발탁을 이유로 노태우에 의해 국무총리로 발탁되었다. 한편 노태우 정권을 군부독재의 연장선이라고 주장하던 학생운동권 세력은 1989년 이후 다시 분신자살과 투신자살 등을 감행하였다.
1991년 분신 정국 당시 김지하는 1991년 5월 5일 조선일보에 쓴 '젊은 벗들! 역사에서 무엇을 배우는가:죽음의 굿판을 당장 걷어 치워라'라는 글로 분신자살을 강하게 비판했다. 이에 학생들의 협박과 비난이 계속되었고, 정원식 사건으로 더욱 격화되었다.
1991년 6월 3일 한국외국어대학교에서 마지막 강의를 하고 나온 정원식에게 대학생들은 계란, 유리조각, 밀가루, 페인트 등을 투척했다. 6월 4일 노태우는 한국외국어대학교 사건에 대한 분노와 개탄을 금할 수 없다, 인륜이 땅에 떨어졌다며 특별 대책을 주문했다. 윤형섭 교육부 장관에게서 정원식의 계란 사건에 대한 보고를 접한 노태우는 "스승의 마지막 강의를 폭력으로 짓밟은 오늘의 학원폭력 상황에 개탄을 금할 수 없다"며 바로 관계자를 소집한다. 이어 노태우는 학생들의 패륜을 질타하며 정원식, 김지하 등에 대한 폭력 사건에 대한 엄벌을 지시하였다.
노태우는 6월 4일 각부 장관과 경찰, 검찰, 문교부 인사들을 소집한 자리에서 "사회적 윤리와 도덕성, 인성을 회복하고 학원가에 만연한 그릇된 풍토들을 바로잡을 수 있는 근본적 대책을 마련해야 된다"라고 지시했다. 당초 노태우 정부는 경찰 수사선에서 마무리지으려 하였으나 보수단체들의 시위로 검찰수사로 사건을 확대했다. 노태우는 바로 검찰총장 정구영을 불러 엄단을 지시했다. 검찰과 경찰의 합동 수사본부가 조직되고 6월 5일 오전 외국어대학교 주변에서 검문검색을 시작, 교내 주변을 탐문수사하여 정원식 규탄시위에 참여한 학생 310명을 체포, 연행했다.

### 말기
1991년 국제로터리클럽 폴해리스 명예회원에 선출되었다. 그해 장준하를 명예회복하여, 건국훈장 애국장을 추서하였다. 1991년에는 지방자치제도를 부활시키라는 야당과 시민단체의 요구를 그가 수용하여 1991년 대한민국 지방 선거가 치러지면서 30여년만에 지방자치제가 시행되었다. 그런데 지방선거에서 집권당인 민주자유당이 압승했다. 3당 합당을 계기로 국회에서 개헌선을 넘는 거대여당을 출범시켰으나 보수 진영의 반발과, 국민의 반발, 주택난, 물가고 등 제반정책의 실패로 국내에서 정치적 통합력을 기하지 못하고 말았다. 또한 무리한 서울 주변지역 개발정책으로 일산 신도시와 성남시에서 바닷모래로 지은 아파트들이 발견되어 책임자를 바로 문책했지만 국민의 항의 여론은 계속되었다.

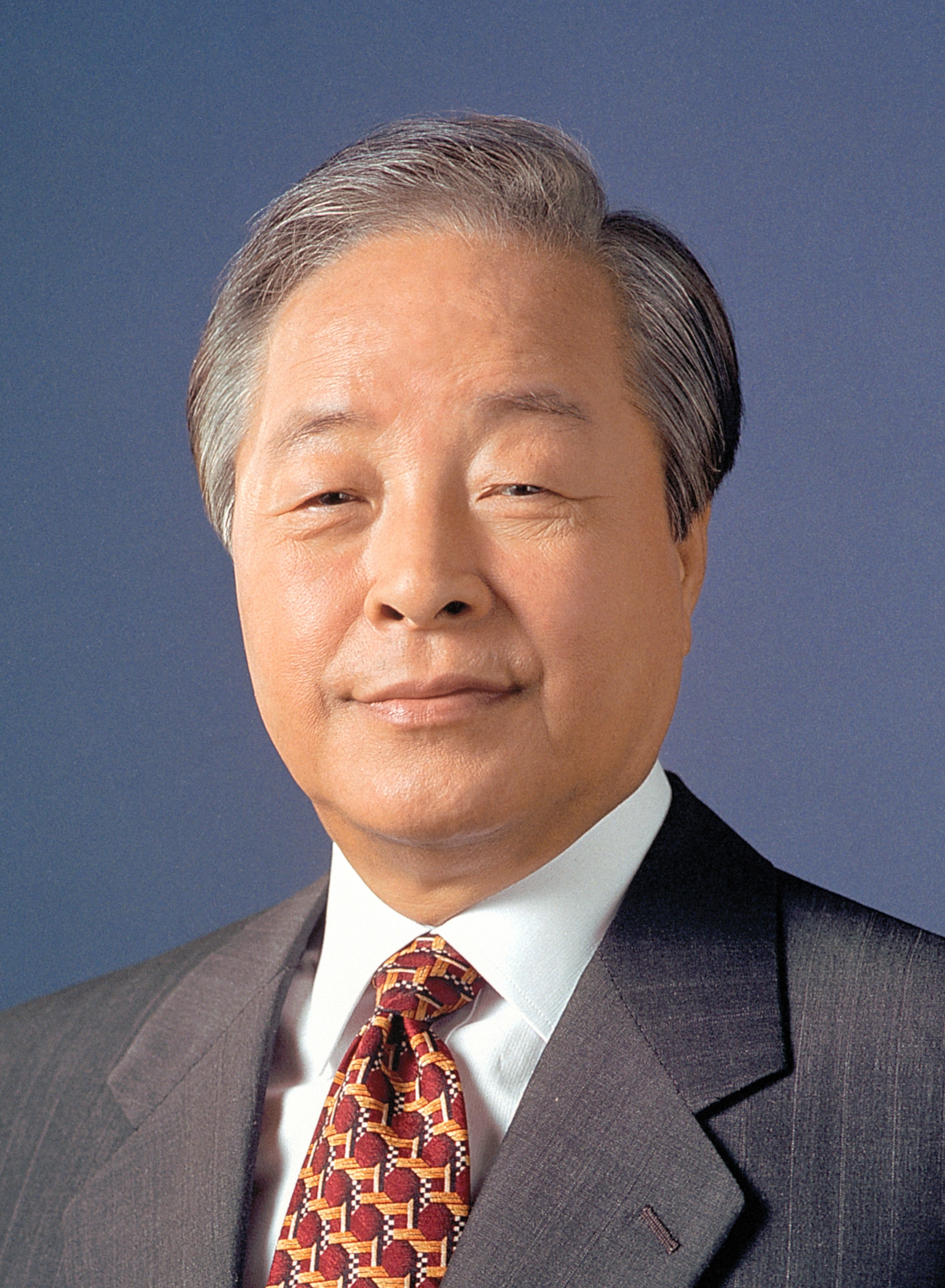
김영삼

노태우는 후계자로 박철언을 내정하고 있었으나, 민주계의 김영삼의 반발로 취소하였다. 이후 민주자유당의 당권을 놓고 김영삼과 갈등이 있었고 후계자로는 박철언 등을 내정하기도 했다. 이에 김영삼은 그에게 항의하며 집단탈당과 반정부 투쟁까지도 고려하였다. 결국 노태우는 김영삼에게 대권과 당권을 넘긴뒤, 1992년 8월 28일 노태우는 민자당 총재직을 사퇴하였다. 같은 날 김영삼이 민주자유당의 총재로 취임하면서 노태우는 민자당 명예총재에 선출되었으나, 9월 18일 정치적 중립성을 지켜야 된다는 이유로 모든 당직을 내놓고 민자당을 탈당하였다.

## 외교
노태우 정부 시기에 한국의 대(對)공산권 외교는 새로운 전기를 맞았다. 이는 한국 전쟁 이후 공산권 국가들과는 적대적 관계를 형성하던 기존의 외교 정책과는 상당한 차이점이 있는 것이다. 제5공화국까지의 북방외교는 거의 답보상태에 있었고 교역·통상분야도 간접·제3자 형식의 미미한 규모였던 것에 비하면, 제6공화국의 출범과 동시에 가속화된 북방정책은 지극히 바람직스러운 것이었다.
외교적으로는 이른바 "북방외교"를 천명하고 소련, 중국 등 공산권 국가와 수교하였으며, 이를 바탕으로 1991년 9월 남북한 유엔 동시가입을 이끌어냈다. 그는 7·7 선언 이래의 북방정책을 꾸준히 추진하였고 1990년 6월 샌프란시스코 방문시 보좌진을 파견해 미하일 고르바초프 소련 서기장과 연결하여 한소 정상회담과 한러 관계를 다시 복원시켰다.
또한 소련이 붕괴된 후 독립한 신생국 카자흐스탄, 우즈베키스탄, 키르기스스탄, 투르크메니스탄, 아제르바이잔, 벨로루시(1991년 독립), 아르메니아, 조지아 및 또 다른 신생국인 몰도바(1992년 독립)와 수교하였다. 그리고 구 유고슬라비아에서 독립한 크로아티아, 슬로베니아와도 이해에 수교하였다. 그 밖에도 남아프리카공화국, 탄자니아 등 1992년에만 모두 18개국과 수교하여 총수교국數가 1백70개국으로 늘어났고 정상회담이 12회, 외무장관회담이 41회에 이르는 등 그 어느 때보다 활발한 외교를 벌였다. 특히 수교국수가 크게 늘어난 것은 구소련(舊蘇聯)에서 독립한 나라들과 잇따라 국교를 수립했기 때문이기도 하지만 이밖에도 주요 공산권 및 제3세계국가들이 대거 포함돼 있다는 사실은 노태우 정부가 그동안 추진해 온 북방외교가 결실을 맺은 것으로 평가할 수 있다.
북방외교의 성과는 1970년대 말 중국 공산당의 실용주의 노선 채택, 냉전체제의 종식과 탈이데올로기 시대의 대두, 소련의 페레스트로이카와 그에 유발된 동유럽 국가들의 정치·경제개혁 및 개방 등의 국제정세의 변화에 한국의 경제성장(과장된 면이 많았다)과 국민적 논의의 대두라는 국내 정세변화가 맞물린 결과이다. 다만, 급변하는 정세변화에 한국이 조금 더 빨리 진지하게 대응하고 그 주체가 정부나 정치권 일부에 그치지 않고 정보개방과 국민적 의사의 결집에 의하였으면 하는 아쉬움이 남는다. 이라크(1989년), 몽골, 예멘(각 1990년)와도 수교하였다.

### 공산권 국가들과의 외교 정책
그는 집권 초기부터 공산권과의 수교를 추진했다. 노태우 정부는 1989년 2월 헝가리를 시작으로 소비에트 연방(소련), 중화인민공화국 등 공산주의 국가들과 외교 관계를 수립하는, 이른바 북방정책을 추진하여 큰 성과를 올렸다는 평가를 받는다.
1988년 서울 올림픽 개최 당시 소련과 헝가리 등 구 공산권 국가들의 참가한 것을 계기로 이들 나라에 대한 본격적인 외교관계를 수립하였다. 동구권과도 공식 수교를 위한 접촉을 추진, 사절을 파견한 끝에 1989년 2월 1일 헝가리와 공식 수교를 맺었다. 2월 27일 조지 부시 미국 대통령이 방한하여 한·미 정상회담을 하면서 조지 부시를 설득, 북방정책에 대한 미국의 지지를 얻어냈다.
1990년 6월초 미국 방문 중, 미국에 있던 미하일 고르바초프 소련 대통령의 체류소식을 접한 뒤 밀사를 보내 비밀 회담을 하였다. 비밀 회담 결과로 6월 5일 한-소 정상회담을 가졌고, 6월 6일 부시 대통령과 한-미 정상회담을 가졌다. 이때 미하일 고르바초프로부터 대한민국 방문을 약속받은 후 10월 1일 소련과의 역사적인 수교가 이루어지고 10월 30일에는 서울특별시에 주한소련대사관이 개설되었다. 소련이 붕괴된 후에는 러시아와 재수교했다.
1992년에 중화인민공화국을 방문하여 장쩌민 총서기와 양상쿤 국가주석 등에게 직접 만남을 제의, 정상회담을 개최해 중화인민공화국과의 외교 관계를 수립했고, 그 해에는 몽골과도 외교 관계를 맺었다. 베트남과는 대사급 외교관계를 수립하였다.
이러한 수교의 정책 수단은 국내 경제력이었다. 헝가리와 수교시 6억 2,500만 달러의 상업 차관을 약속하였고, 소련과 수교시에는 30억달러의 차관을 제공하기로 합의하였다. 실제로 노태우 정부는 1991년 5월~12월 소련붕괴 직전까지 산업은행이 주관한 현금차관 10억 달러와 수출입은행 소비재 차관 4억 7000만 달러을 제공했으나 아직까지 돌려받지 못했다는 비판도 있다.

### 주변국 관계

#### 일본과의 관계
한편 국민 여론과 일부의 반대를 무릅쓰고 일본과의 관계 개선도 추진하였다. 1989년 1월 노태우 정부는 일본 도쿄에서 거행되는 히로히토 천황의 장례식에 공식적으로 강영훈 국무총리를 정부부문 사절로 파견했다. 1990년 5월 24일 비행기편으로 도쿄를 방문하여 가이후 총리와 1차 정상회담을 가졌으며 일본의 천황 아키히토로부터 사과 성명을 얻어내기도 했다.

#### 중국, 대만과의 관계
1992년 8월 24일 중화인민공화국과도 국교 수립을 개시하여, 중화인민공화국이 건국된지 43년 만에 적대관계를 청산하고 수교하였다. 그러나 이때 중화민국과의 단교 문제로 일부 보수 우익단체에서 반발했고, 중화민국측에서도 서운함을 드러냈다.
이에 중화민국은 노태우의 중화인민공화국 수교 결정에 대해 항의한 뒤, 단교와 동시에 외교적인 보복의 뜻으로 조선민주주의인민공화국과의 수교를 추진하기도 하였으나 양자가 수교하려면 먼저 조선민주주의인민공화국이 중화인민공화국을 단교해야 했는데 이를 조선민주주의인민공화국이 수용할리 만무했다.

## 남북 관계
대북정책에 대해서는 1988년 7월 7일 민족자존과 번영을 위한 대통령특별선언을 발표했다. 1989년초부터 통일원 등에 지시하여 서울 올림픽과 구 공산권 국가들과의 수교로 일시 중단했던 조선민주주의인민공화국과의 관계 개선도 다시 추진하였다. 곧이어 대북관계 개선의 일환으로 9월 11일 국회 본회의에 출석, 특별연설을 통해 '한민족공동체통일방안'을 제시하여 새로운 통일논의를 발표하였다. 이 선언에서 노태우는 남북한간의 적극적인 교류를 제의하고, 북한이 미국 및 일본과 관계 개선하는 일에 협조할 뜻을 선언했다. 한민족공동체통일방안은 두 개의 주권국가의 연합을 과도기 단계로 인정한 점에서 이전과는 달랐다.
북한은 민간교류를 원하는 당국자간의 교류를 회피해 왔지만, 미국 및 일본과 수교하기 위해서는 남북화해가 선결과제임을 깨닫고 남한의 교류제의를 수락했다. 1990년 1월 10일 신년 연두 회견에서 조선민주주의인민공화국에 고령이산가족 왕래 및 금강산 공동개발 등을 추진할 것을 제의했다. 그의 제의를 조선민주주의인민공화국 측에서 수락하였다. 1990년 6월 20일 조선민주주의인민공화국에서는 다시 그에게 남북대화 재개를 요청했고, 이를 수락하면서 남북고위급회담 제7차 예비회담이 7월 3일로 예정되었다. 그해 7월 3일의 남북고위급 회담에서는 뚜렷한 성과를 얻어내지는 못하였지만 남북간의 대화분위기가 지속되자 7월 20일 남북한 민족대교류에 관한 특별담화문을 작성, 발표하여 8월 13일부터 8월 17일까지 이산가족 상봉및 남북 자유 방문, 안전귀환 상호 보장 등을 북측에 제의하였다. 이를 조선민주주의인민공화국측이 수용하면서 9월 4일 연형묵 등의 조선민주주의인민공화국 대표단 90명 일행이 서울을 방문하였다. 이에 일부 보수단체에서는 그들을 처형해야 된다고 시위를 하였으나 무산되었다.
그리하여 1990년 9월 5일부터 총리를 대표로 하는 남북고위급회담이 열리기 시작했다. 회담 2일차인 9월 6일 조선민주주의인민공화국 연형묵 총리를 독대, 연형묵은 그에게 단독 면담하고 조선민주주의인민공화국 김일성 주석의 메시지를 전달하였다. 이 회의가 서울과 평양에서 번갈아 열리는 동안 범민족통일음악회가 서울과 평양에서 열리고, 남북의 축구팀이 통일축구대회를 서울과 평양 두 곳에서 가졌으며, 1991년 4월에는 일본 지바에서 열린 세계탁구선수권대회에, 5월에는 제6회 세계청소년축구선수권대회에 남북한 단일팀이 참가하는 쾌거를 이룩했다.
한편 UN 가입 정책도 추진하여 1991년 9월 16일 대한민국의 UN가입을 성사시켰다. 그러나 구 공산권 국가들에서는 조선민주주의인민공화국도 가입시켜야 한다고 하여 결국 1991년 9월 17일 유엔총회에서 남북한이 유엔회원국으로 동시에 가입했다.
1991년 12월 13일 서울에서 열린 제5차 고위급회담에서 남북한이 화해 및 불가침, 교류협력 등에 관해 공동 합의한 남북기본합의서가 채택됐다. 12월 31일 한반도 비핵화(非核化)에 관한 공동선언이 채택되었다. 남북한 공동으로 사실상 핵개발을 포기하기로 한 한반도 비핵화 공동선언을 채택했다.
1992년 9월 15일부터 17일까지 평양에서 열린 8차 남북고위급 회담을 앞두고 당시 노태우 대통령은 이산 가족 상봉에 큰 기대를 걸고 8차 고위급 회담에서 반드시 성사시키라고 특별 지시를 했다. 대신 북한은 비전향 장기수인 리인모 노인의 송환을 강력하게 요구하고 있었다. 회담의 대변인 이동복은 이때, 이른바 "이동복 훈령 조작 사건"의 주역이었다. 이산가족 문제 해결에 대한 대통령의 지침을 받기 위해, 평양의 상황실은 서울로 청훈(請訓)하였는데, 서울로부터 답변이 없음에도 불구하고, 이동복은 엉뚱한 훈령을 정원식 대표에게 보고했다.

## 국방

### 작전 통제권 환수추진과 비핵화 선언
대통령 후보시절, 작전 통제권 환수추진을 공약하였고, 그 결과로 평시 작전 통제권을 김영삼의 문민정부 시절에 환수했다.
1991년 11월 8일 노태우는 비핵화를 공식 선언했다. 이는 이승만, 박정희, 전두환이 각각 추진하려던 원자폭탄 개발 및 핵개발의 최종 포기를 선언하는 것이었다.
한편 그의 핵포기 선언에 대해 김영삼은 이를 잘못이라고 지적하였다.

## 경제
노태우 정권하 경제는 3저 호황의 여파로 연평균 8.5%라는 고속성장을 누렸고, 1988년의 서울 올림픽 개최는 발전한 한국을 전 세계에 알리는 계기가 되었다.
노조설립, 최저임금제 신설, 노사분규 등의 영향까지 겹쳐 매년 임금수준이 급속히 향상되며 웬만큼 산다하는 중산층 정도면 자가용 1대 정도는 보유하는 것이 일반화되면서 자동차 수가 폭발적으로 증가하게 되었고, 그로 인해서 주요 대도시 지역에서의 주차난 문제나, 귀향길 고속도로 정체문제가 본격화되었을 때이기도 하며, 해외여행도 이 시기부터 자유화되었다. 지니계수도 동아시아 국가 중에서는 낮은 편이었고, 1997년 외환 위기 전까지는 소득 분배가 선진국 수준이었다.
하지만, 3저 호황기에 벌어들인 막대한 이윤이 생산적 투자가 아닌 부동산 및 주식투기로 집중되면서 엄청난 부작용이 발생했다. 예컨대 1989년의 경우 국민소득에서 자산가 계층이 부동산, 주식투자에서 얻은 불로소득이 77.3%에 이르렀고, 그해 한 해 땅값이 올라 얻은 불로소득만도 85조원이 되어 당시 전체 노동자 임금인상 총액인 9조 100억원의 9배를 넘었다. 그 결과, 수출경쟁력이 급속도로 둔화되면서 수출이 침체되고 경상수지 적자 재현되는 등 1990년 이후 우리 경제는 다시 침체에 빠졌다.
노태우 정부는 이 시기에 종합토지세, 택지소유상한제·토지초과이득세, 개발 이익 환수에 관한 법률 등 토지 공개념 3법을 도입하여 부동산 투기를 억제하고자 했다. 곧이어 주택 보급 확대와 주택 가격 안정을 위해 주택 200만 호 건설 계획을 발표하여 분당신도시, 일산신도시 등 1기 신도시를 기획, 건설하였다. 공시지가제도(1989년)를 도입하였고, 노후 아파트 재건축 사업을 처음으로 승인하는 등의 일련의 정책으로 부동산 폭등을 적극적으로 억제하는데 주력을 했고, 이 정책은 재임초중반기에는 큰 효과를 보지못했지만 본격적으로 신도시 아파트가 대량 공급되기 시작한 1991년부터 부동산 가격의 상승세가 꺽였다.
정부가 1992년 쌀의 품질과 밥맛이 좋지 않다던 통일벼를 쌀 수매 대상에서 제외시키면서 역사 속으로 사라진다.

## 평가
6·10 민중 항쟁의 결과로 대통령 직선제를 골자로 하는 6·29 선언을 받아들였다. 이는 권위주의적인 전두환 정권과는 차별화 전략을 시도한 것으로 보이며, 1988년 하계 올림픽을 성공리에 개최하여 진행하였고 이후 5공 청문회를 하는 등의 제5공화국의 비리를 근절·청산하려는 시도가 있었다. 1972년 이후 15년 만에 민간인 직접 선거로 선출된 대통령이라는 데에는 의미가 있지만 노태우 역시 군인 출신 정치인이고 일각에서는 군인 출신 정치인임을 들어 전두환 정권의 연장선상에 있는 것으로 평가하기도 했다. 또한 제6공화국이 들어서면서 퇴임한 5공 비리의 수괴인 전두환이 징역을 선고받은 것이 아니라 백담사에서 은거한 점을 미뤄봐도 역시 5공비리 청산에 미진했다는 것을 알 수 있다.
또한 대통령을 소설이나 풍자물에 등장시킬 수 있도록 허용하는 등의 기존의 권위주의적인 질서를 타파하려 노력하였다는 점과 서울 올림픽의 성공적 폐막, 구 공산권 국가들과의 외교노력 면에서는 긍정적으로 평가받고 있다. 하지만 권위주의적인 질서를 타파하려는 등의 노력을 보고 '물태우', '5.5공화국'으로 비판하는 경우도 있었다. 3당 합당으로 현재의 한나라당 계열 정당(당시 민주자유당)에 들어온 김영삼 이전을 군부정권으로 파악하여 군부정권 최후의 통치자로 보기도 한다.
외교, 통일분야에서의 노태우 정부 5년은 대체적으로 성공적이었다는 평가를 받는다. 북방정책으로 불리는 외교정책을 통해 일단 양적인 면에서 한국 외교를 선진국 수준으로 끌어올리는 성과를 거두었기 때문이다. 미국에의 절대 의존적인 외교에 대해서는 어느 정도 자율성을 부여했다는 긍정적 평가를 받는다. 그러나 북방정책은 노태우 정부 노력의 결과라기보다는 국내외의 외교 환경이 만들어준 개연성의 덕택이 컸다는 점에서 평가절하되기도 한다.

## 같이 보기
- 대한민국의 역대 대통령
- 대한민국 제13대 대통령 선거
- 대한민국 제6공화국
- 노태우
- 박철언
- 김영삼
- 김종필
- 서울 올림픽
- 3당 합당
- 일제강점기#해외여행 자유화